# Jüri
Jüri és un petit municipi (en estonià: alevik) de la parròquia de Rae, al comtat de Harju, al nord d'Estònia. Es troba a dotze quilòmetres al sud-est de la capital del país, Tallinn, amb la qual connecta per la carretera Tallinn-Tartu (E263), just després de la intersecció amb la carretera de circumval·lació de Tallinn (núm. 11). Jüri és també el centre administratiu de la parròquia i, segons el cens de 2023, té una població de 3.594 habitants.

Jüri ha crescut en dues parts separades per la roureda de Lehmja. A l'oest hi ha el centre de Sommerling Kolkhoz (antic casal de Rosenhagen) i, a l'est, una base de la indústria de la construcció amb una zona residencial, on s'hi troben l'antiga església i poble de Jüri. Al mig hi ha una roureda de Lehmja.

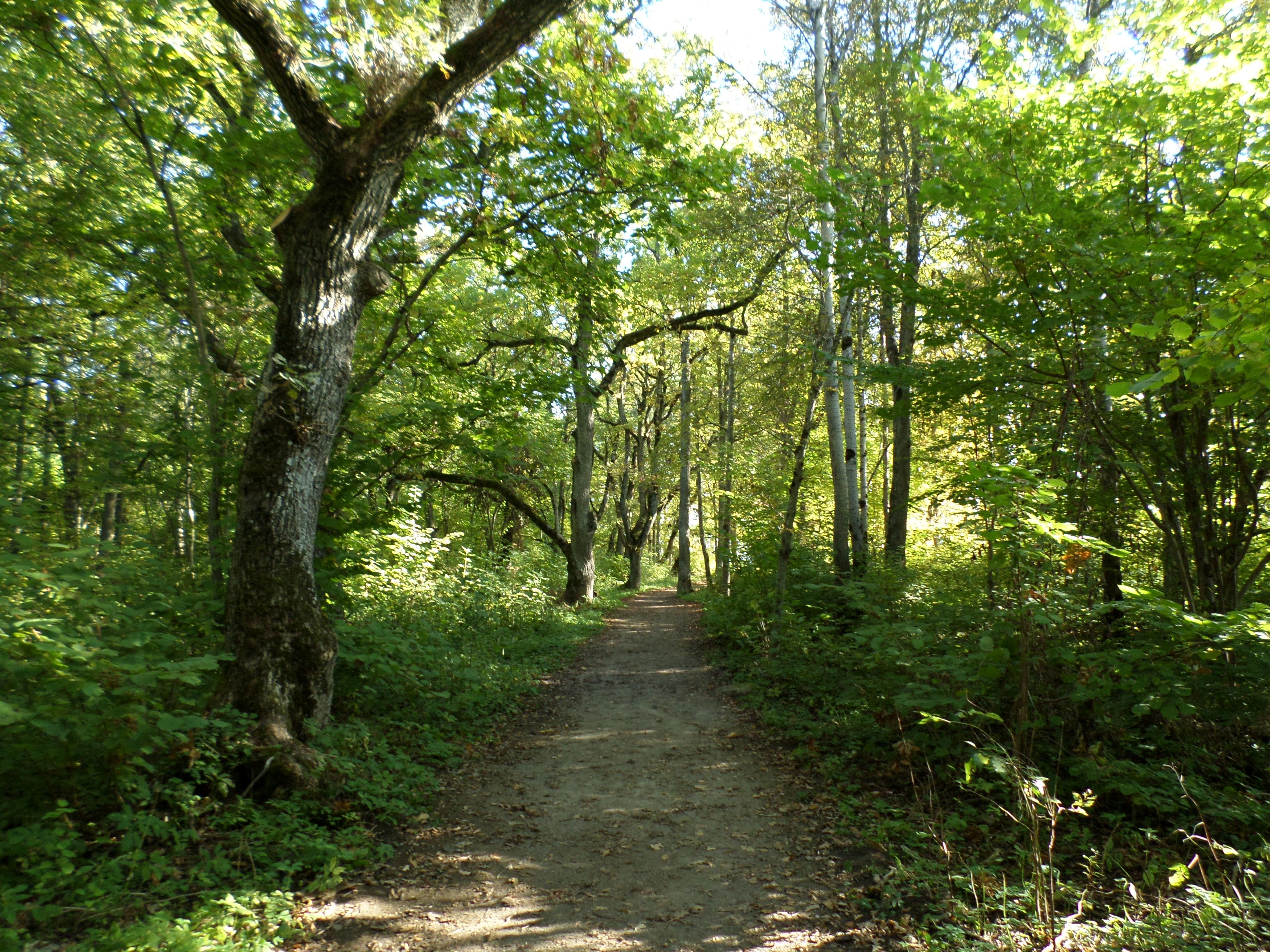
Roureda de Lehmja, a Jüri

A la dècada de 1630 es va establir a Jüri el casal de Rosenhagen (anomenat Lehmja des de 1917), que actualment es troba a l'oest del municipi. Avui dia, tot i que l'edifici principal de fusta ha estat destruït, s'han conservat diversos edificis laterals com la casa dels treballadors.
L'església anterior de Jürgens (antic nom de Jüri) probablement es trobava a Karla l'any 1401. L'església actual de Jüri va ser construïda l'any 1885 al mateix lloc d'una església medieval. Entre el 1713 i el 1748, Anton Thor Helle, el traductor de la primera Bíblia en estonià, va ser el pastor a Jürgens.

## Demografia
| Any      | 1959 | 1970 | 1979  | 1989  | 1996  | 2003  | 2007  | 2009  | 2010  | 2012  | 2014  | 2015  | 2016  | 2017  | 2018  | 2019  | 2020  | 2021  | 2022  |
| -------- | ---- | ---- | ----- | ----- | ----- | ----- | ----- | ----- | ----- | ----- | ----- | ----- | ----- | ----- | ----- | ----- | ----- | ----- | ----- |
| Població | 369  | 535  | 1.210 | 2.589 | 2.627 | 2.507 | 3.050 | 3.253 | 3.350 | 3.396 | 3.419 | 3.528 | 3.452 | 3.533 | 3.595 | 3.601 | 3.635 | 3.648 | 3.594 |